# Народен блок
Народният блок е коалиция на български партии, управлявала България в периода 1931 – 1934. В нея влизат Демократическата партия, БЗНС Врабча 1, БЗНС – Стара Загора, Националлибералната партия и Радикалната партия. Доминиращо влияние има Демократическата партия, водена от Александър Малинов.
През 1931 коалицията печели изборите и сформира правителство, начело с Малинов. Новата власт се обявява за демократични реформи, помирение на бушуващия в страната граждански конфликт и нормализиране на политическия живот.
Въпреки това Блокът изключва от Народното събрание депутатите на БРП, не прекратява преследванията по политически причини. Правителството не премахва ЗЗД, дори прокарва допълнение към него. Не е търсена отговорност за убийствата, извършени по време на априлските събития от 1925 година. С полицейски репресии са разпръснати големи работнически стачки в Ямбол, Сливен, Габрово.
От друга страна, Народният блок разширява възможностите за легална изява на опозицията. Възобновява се издаването на множество леви вестници и списания. След частична амнистия през 1932 в България се завръщат редица дейци на БЗНС, сред които е Александър Оббов.
Опитите на правителството за намаляване на вътрешнополитическото напрежение се провалят не само заради половинчатия си характер. По това време БРП и БКП са под силното влияние на Сталин и са настроени изключително крайно и враждебно към останалите партии. Същевременно, в десницата си пробиват път профашистки настроения. При управлението на Блока се създават или засилват Народното социално движение, Съюза на българските национални легиони, Съюз „Българска родна защита“, които демонстрират близки връзки с италианския фашизъм и немския националсоциализъм. Крайните настроения в крайна сметка водят до улични сблъсъци в края на 1933 и началото на 1934.
Във външнополитически план правителството на Народния блок демонстрира близост както с Малката Антанта, така и с Италия и Германия. Така правителството се опитва да балансира между настроенията за връщане на загубените земи след Първата световна война и желанието да се получи облекчение на репарационните плащания по Ньойския договор.
Правителството на Народния блок е свалено от власт с Деветнадесетомайския преврат през 1934.